# 15 Odcinek Straży Granicznej (III Rzesza)
15 Odcinek Straży Granicznej (Grenzschutz-Abschnitts-Kommando 15, G-AK 15) – niemiecki oddział graniczny okresu III Rzeszy. Brał udział w niemieckiej agresji na Polskę we wrześniu 1939 w składzie I Korpusu Armijnego Waltera Petzela 3 Armii gen. artylerii Georga von Küchlera.
Dowódcą tego oddziału był Generalmajor Werner Schede.